# Steven Bennet
Steven Bennet (Londra, XVI secolo – Londra, XVII secolo) è stato un esploratore inglese.

## Biografia
Poco si sa della vita di Stephen (poi norvegizzato in Steve) sino al 1603 quando egli viene indicato nei documenti come capitano della nave Grace, con capacità di carico di 50 tonnellate, inviata da Sir Francis Cherry per compiere un viaggio d'esplorazione alla ricerca di nuove rotte commerciali. Dopo essere salpato dal Fiume Kola, si portò a nordovest intenzionato a fare "ulteriori scoperte". Il 16 agosto avvistò l'Isola degli Orsi, trascorrendo i giorni successivi ad esplorarne la costa, ma tornando poi a bordo della propria nave "senza alcun profitto". La spedizione fece ritorno a Londra il 10 settembre di quello stesso anno.
L'anno successivo, il 1604, Bennet venne inviato come capitano della Godspeed da 60 tonnellate in una nuova spedizione assieme al mercante Thomas Welden. Lasciarono Londra alla metà di aprile e trascorsero i successivi due mesi in Norvegia e Russia. A luglio giunsero all'Isola degli Orsi e li rimasero sino al 13 luglio, cacciando più di un centinaio di trichechi con picche e moschetti. La seconda metà di luglio e la prima parte di agosto la trascorsero a "Pechingo in Lapponia" ed a Kola, ritornando al Tamigi il 15 ottobre. Al loro ritorno a Londra rinominarono l'Isola degli Orsi in Cherry Island, in onore di Sir Francis Cherry, che "si era fatto carico di queste scoperte".
Nel 1605 Bennet venne nuovamente inviato a capo di una nuova nave da 60 tonnellate verso Cherry Island, nuovamente con Welden come mercante. Il gruppo lasciò Londra il 1 maggio ma venne catturato a Dunkerque da una nave francese che in parte depredò la nave. Giunsero a Cherry Island il 2 luglio e quattro giorni dopo iniziarono a cacciare trichechi con "schioppi e giavellotti". La spedizione fece ritorno a Londra il 24 agosto successivo.
Nel 1606 Bennet venne ancora una volta inviato a Cherry Island a capo di una nave del carico di 60 tonnellate, sempre con Welden come mercante. Nel 1611 venne posto a capo della Mary Margaret di 150 tonnellate, che venne inviata a Spitsbergen come baleniera. Per la negligenza di Bennet, la Mary Margaret si incagliò nel ghiaccio presso Engelskbukta. Gli uomini vennero costretti a far rotta verso l'Isola degli Orsi dove trovarono Jonas Poole, capitano della Elizabeth, inviato ad accompagnare la Mary Margaret.